# Неглюбская народная текстильная традиция
Неглюбская народная текстильная традиция(бел. Неглюбская народная тэкстыльныя традыцыя), (неглюбское ткачество) — самобытное явление белорусского народного творчества, до сих пор существующее в д. Неглюбка Ветковского района Гомельской области. Его основными особенностями являются: разнообразие техник ткачества и вышивки, сложная полихромия и богатые орнаментальные композиции. Самый известный и распространенный элемент Неглюбского ткачества – Неглюбский ручник. Неглюбские ручники изготавливают в бело-красных или бело-красно-белых тонах с множеством оттенков (до 25 в одном изделии). Они выделяются чудесным орнаментальным фоном, который формируется в зеркально-симметричной структуре (на каждом конце полотенца). узорчатых полос от 3 до 9) и образует полиморфные геометрические и растительные орнаментальные мотивы. Концы ручников украшены бахромой из красных, белых и черных ниток.
Помимо ручников в Неглюбке изготавливаются и другие предметы интерьера: разноцветное постельное белье, скатерти, шторы, угловые чехлы, а также элементы одежды (так называемый «Неглюбский строй»).
Неглюбский строй — один из наиболее архаичных и сложных видов белорусского национального костюма (старинный панёвный комплекс), гармонично сочетающий в себе белую орнаментированную рубаху, мелкоклеточную плахту(поневу), суконный фартук, нагрудный фартук («запина»), широкий красный пояс и узорчатый тканый платок. Как и ручник, Неглюбский строй отличается разнообразием техник ткачества и богатством вышивки.

## Техники ткачества и вышивки
В Нелюбском ткачестве применяют браные(парчовые) (одноуточные и двухуточные), переборные (перебор «под полотно», двусторонний и односторонний переборы), выборные, закладные и многониточные техники. В вышивке распространены «набор», «крестик», «лицевая» и «произвольная гладь», «стебельчатый шов», тамбурный шов, двухсторонний «шов-роспись». Кроме того, широко используются сложные соединительные швы («неглюбское кружево») и текстильное плетение.

## Исторические сведения
Неглюбская народная текстильная традиция сложилась на основе взаимодействия различных культурных течений, характерных для данного региона в XVII-XVIII вв. в результате его активного заселения различными этническими группами (коренными белорусами, русскими, украинцами).
В XIX в. д. Неглюбка была одним из крупнейших населенных пунктов Суражского района (около 3000 жителей). В это время активно развивался традиционный костюм (Неглюбский строй): менялись приемы кроя и отделки, расширялся орнаментальный фонд, появлялись новые предметы одежды. В то время система Неглюбский строй достиг высшей степени совершенства.
В XIX-XX веках активно развивалась художественная традиция изготовления неглюбских ручников, а также других предметов интерьера. В 1930-е годы традиционное сочетание красного и белого цвета рушников обогатилось введением в переборный орнамент чёрного цвета, орнаментальный фонд значительно увеличился за счет появления новых образцов переборного плетения и переноса более старых орнаментальных элементов на новую технику более давних орнаментальных элементов.
В XX в. Интерьер традиционного деревенского дома (избы) значительно обогатился благодаря появлению новых предметов и их декоративному развитию. В 1970-е годы сложился своеобразный стиль неглюбского интерьера  отличающийся яркостью и радостным торжеством. Уникальность неглюбской художественной традиции стала широко известна в 1970-е годы благодаря ряду крупных выставок и культурных мероприятий. На Всесоюзной выставке-конкурсе мастеров народного творчества, посвященной 100-летию со дня рождения В. И. Ленина (Москва, 1970), среди прочего экспонировались рушники-неглюбы (авторы Е. С. Барсукова, Т. Ф. Дзеранок, М. А. Приходько, Е. Я. Суглоб). С тех пор Неглюбка стала известна как самобытный центр современного ручного ткачества и вышивки. Прекрасные образцы мастерства неглюбских мастеров демонстрировались также в Италии, Германии, Великобритании, Японии, Бельгии, Франции, Канаде, США.
В современный период текстильная традиция д. Неглюбка сохраняется местными жителями, в основном женщинами. Современные мастера обучают молодое поколение приемам, характерным для неглюбской традиции, в кружках, организованных при Неглюбском сельском центре ткачества, в кружке «Юные ткачихи» при Неглюбской школе, в кружке ткачества Ветковского центра творчества детей и молодёжи.

## Признание нематериальной исторической и культурной ценности
В 2016 году решением Белорусского республиканского научно-методического совета при Министерстве культуры Республики Беларусь неглюбская народная текстильная традиция получила статус нематериальной историко-культурной ценности и была включена в Государственный список историко-культурных ценностей Республики Беларусь (код 33А0000089). Номинирован в Список нематериального культурного наследия, нуждающегося в срочной охране (ЮНЕСКО) в 2022 году для рассмотрения в 2024 году.